# Max Holsboer
Max Gerhard Holsboer (bei IMDb auch Max Holzboer), (* 29. Juli 1883 in Davos; † 12. Januar 1958 in Zürich) war ein Schweizer Eishockey- und Schauspieler und Chemiker, der während seiner aktiven sportlichen Karriere in den 1920er Jahren mehrere deutsche Meistertitel mit dem Berliner Schlittschuhclub gewann. Er war Mitglied der Schweizer Mannschaft bei den Olympischen Sommerspielen 1920.

## Leben
Max Holsboer wurde als siebtes Kind von Willem Jan Holsboer, einem der Begründer des Kurortes Davos und der Rhätischen Bahn und seiner zweiten Frau, Ursula Büsch von Davos, geboren. Über seinen Schwager Lucius Spengler hatte er Kontakt zu Carl Spengler, dem Begründer des Spengler Cup in Davos. Er heiratete 1912 Anna Seibold. Sein Sohn Gerhard verstarb im Kindesalter von fünf Jahren.
Von Ausbildung war er Chemiker, er promovierte im Juni 1912 in Genf bei Professor Amé Pictet und führte in Zürich die Firma Dr. Holsboer & Co. Er war Inhaber eines Patentes zur Gewinnung von Carbiden.
Sein Name wurde im Zusammenhang mit seiner Tätigkeit als Schauspieler oft „eingedeutscht“, so entstanden unter anderem die Varianten Max Holzboer, Max Holzberger.

## Sportliche Karriere

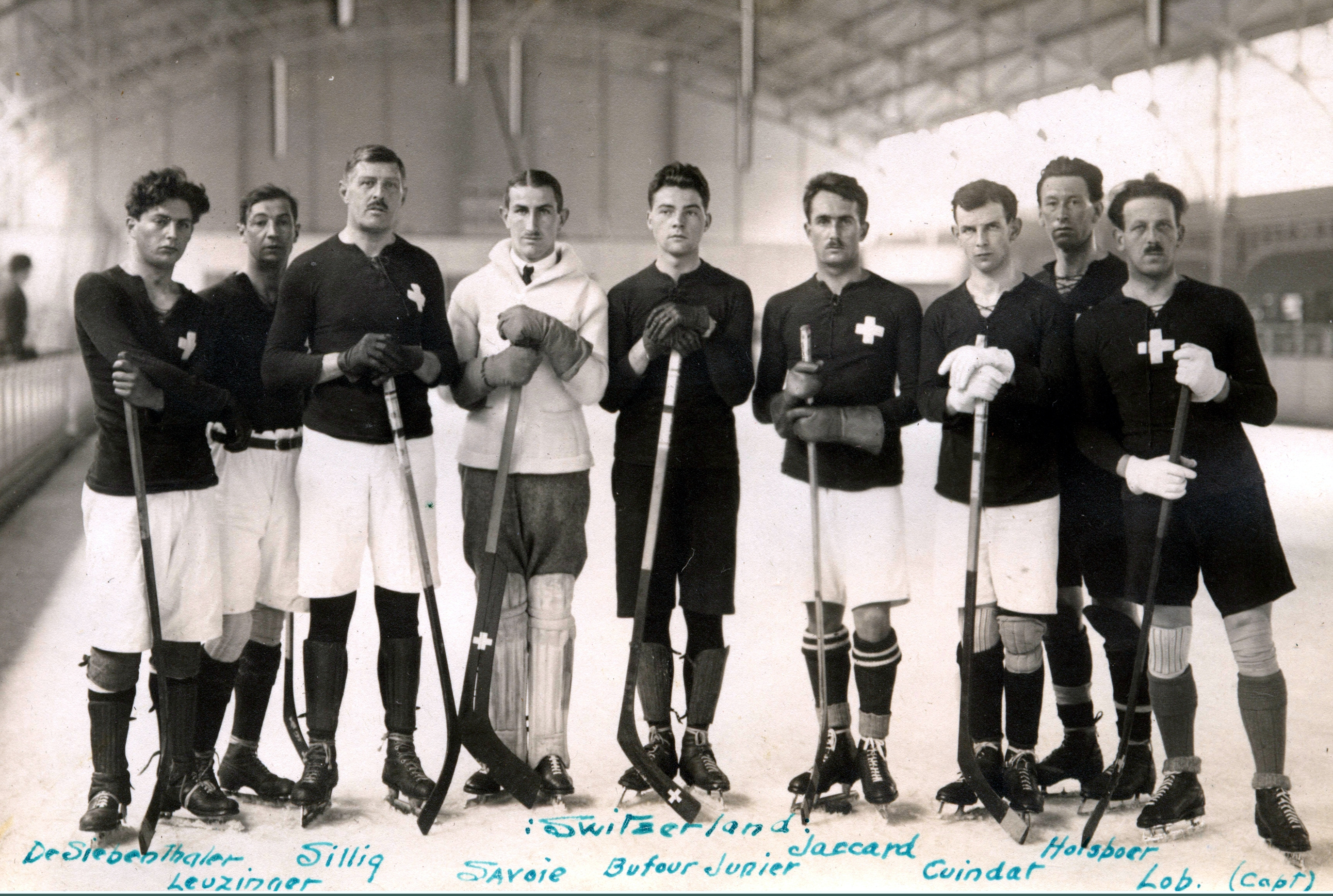
Max Holsboer (2. von rechts) bei den Olympischen Sommerspielen 1920

Max Holsboer begann seine Karriere beim Genève-Servette HC. Im Jahr 1917 zog er nach Berlin, wo er Kapitän des Berliner Schlittschuhclub war und mit diesem mehrere deutsche Meistertitel gewann. Als Ausländer erhielt er eine Sondergenehmigung, an den Spielen der Meisterschaft teilzunehmen.
Neben dem Eishockeysport arbeitete er als Tennistrainer und betreute dabei unter anderem Leni Riefenstahl, die ihm in den 1930er Jahren zu mehreren Rollen in Spielfilmen, wie Das blaue Licht und Tiefland, verhalf.

### International
Mit der Schweizer Eishockeynationalmannschaft nahm er an den Olympischen Sommerspielen 1920 teil und belegte den fünften Platz. Vier Jahre später, bei den Olympischen Winterspielen 1924, gehörte er erneut zum Kader der Nationalmannschaft, kam aber nicht zum Einsatz.

## Erfolge und Auszeichnungen
- Zehnfacher Deutscher Meister: 1920, 1921, 1923, 1924, 1925, 1926, 1928, 1929, 1930 und 1931

## Filmografie
- 1929: Der Ruf des Nordens
- 1932: Das blaue Licht
- 1933: SOS Eisberg
- 1935: Liebesleute
- 1935: Hermine und die sieben Aufrechten (nach Kellers "Das Fähnlein der sieben Aufrechten)
- 1937: Der Mustergatte
- 1938: Der Berg ruft
- 1940/54: Tiefland